# Wolfmother (album)
Albums de Wolfmother
Cosmic Egg
(2009)
Singles
1. Mind's Eye
Sortie : 16 octobre 2005
2. White Unicorn
Sortie : 26 février 2006
3. Dimension
Sortie : 17 avril 2006
4. Woman
Sortie : 17 juin 2006
5. Love Train
Sortie : 18 septembre 2006
6. Joker & the Thief
Sortie : 28 octobre 2006

Wolfmother est le premier album du groupe australien de rock, Wolfmother. Il fut publié en Australie le 31 octobre 2005 par Modular Recordings. Il fut réalisé plus tard, en 2006, à différentes dates dans le monde entier.
Cet album fut enregistré aux Studios Sound City de Los angeles entre juin et septembre 2005 et produit par David Sardy.
Il atteignit la 3e place des charts australiens et fut certifié quintuple disque de platine. Il se vendit aussi très bien en Amérique du Nord (disque d'or aux USA et au Canada, ainsi qu'en Europe (disque d'or au Royaume-Uni et en Allemagne). Six singles furent tirés de l'album.
Le dessin de la pochette est une œuvre du peintre new-yorkais Frank Frazetta intitulée "The Sea Witch".

## Liste des chansons
Toutes les chansons sont écrites et composées par Andrew Stockdale, Chris Ross et Myles Heskett.
| No  | Titre                  | Durée |
| --- | ---------------------- | ----- |
| 1.  | Dimension              | 4:21  |
| 2.  | White Unicorn          | 5:04  |
| 3.  | Woman                  | 2:56  |
| 4.  | Where Eagles Have Been | 5:33  |
| 5.  | Apple Tree             | 3:30  |
| 6.  | Joker & the Thief      | 4:40  |
| 7.  | Colossal               | 5:04  |
| 8.  | Mind's Eye             | 4:54  |
| 9.  | Pyramid                | 4:28  |
| 10. | Witchcraft             | 3:25  |
| 11. | Tales                  | 3:39  |
| 12. | Love Train             | 3:03  |
| 13. | Vagabond               | 3:50  |

## Musiciens
- Andrew Stockdale: chant, guitares
- Chris Ross: basse, claviers
- Myles Heskett: batterie, percussions

Musiciens additionnels
- Lenny Castro: percussions (titres 5, 10 & 12)
- Dan Higgins: flute sur Witchcraft

## Charts et certifications

### Album
| Pays                               | Durée du classement | Meilleur classement | Date             |
| ---------------------------------- | ------------------- | ------------------- | ---------------- |
| Allemagne (GfK Entertainment)      | 10 semaines         | 50e                 | 16 juin 2006     |
| Australie (ARIA Charts)            | 78 semaines         | 3e                  | 13 novembre 2005 |
| Autriche (Ö3 Austria Top 40)       | 8 semaines          | 59e                 | 7 juillet 2006   |
| Belgique (V) (Ultratop)            | 20 semaines         | 58e                 | 22 juillet 2006  |
| Danemark (Tracklisten)             | 1 semaine           | 33e                 | 14 juillet 2006  |
| Écosse (Scottish Album Chart)      | 26 semaines         | 14e                 | 29 octobre 2006  |
| États-Unis (Billboard 200)         | 30 semaines         | 22e                 | 20 mai 2006      |
| Finlande (Suomen virallinen lista) | 7 semaines          | 27e                 | 17 juillet 2006  |
| France (SNEP)                      | 1 semaine           | 149e                | 29 avril 2006    |
| Norvège (VG-lista)                 | 33 semaines         | 8e                  | 10 juillet 2006  |
| Pays-Bas (MegaCharts)              | 20 semaines         | 23e                 | 26 août 2006     |
| Royaume-Uni (UK Albums Chart)      | 22 semaines         | 25e                 | 30 avril 2006    |
| Suède (Sverigetopplistan)          | 9 semaines          | 27e                 | 22 juin 2006     |
| Suisse (Schweizer Hitparade)       | 8 semaines          | 64e                 | 16 juillet 2006  |

Certifications
| Pays        | Certification | Ventes    | Date               |
| ----------- | ------------- | --------- | ------------------ |
| Allemagne   | Or            | 100 000 + | 2016               |
| Australie   | 5 × Platine   | 350 000 + | 5 janvier 2007     |
| Canada      | Or            | 50 000 +  | 15 février 2007    |
| États-Unis  | Or            | 500 000 + | 29 novembre 2007   |
| Royaume-Uni | Or            | 100 000 + | 1er septembre 2006 |

### Singles
| Single              | Chart                    | Durée du classement | Position | Date             |
| ------------------- | ------------------------ | ------------------- | -------- | ---------------- |
| Mind's Eye / Woman  | (ARIA Charts)            | 6 semaines          | 29e      | 30 octobre 2005  |
| Dimension           | (UK Singles Chart)       | 3 semaines          | 49e      | 23 avril 2006    |
| White Unicorn       | (ARIA Charts)            | 3 semaines          | 33e      | 12 mars 2006     |
| White Unicorn       | (Canada Rock)            | semaines            | e        | 7 avril 2007     |
| White Unicorn       | (Mainstream Rock Tracks) | 12 semaines         | 29e      | 27 janvier 2007  |
| Woman               | (ARIA Charts)            | 10 semaines         | 34e      | 9 juillet 2006   |
| Woman               | (Canada Rock)            | 30 semaines         | 5e       | 22 juillet 2006  |
| Woman               | (Mainstream Rock Tracks) | 20 semaines         | 7e       | 10 juin 2006     |
| Woman               | (Alternative Songs)      | 20 semaines         | 10e      | 10 juin 2006     |
| Woman               | (UK Singles Chart)       | 5 semaines          | 31e      | 23 juillet 2006  |
| Joker and the Thief | (ARIA Charts)            | 10 semaines         | 34e      | 9 juillet 2006   |
| Joker and the Thief | (Canada Rock)            | 30 semaines         | 10e      | 23 décembre 2006 |
| Joker and the Thief | (Mainstream Rock Tracks) | 13 semaines         | 27e      | 21 octobre 2006  |
| Joker and the Thief | (Alternative Songs)      | 10 semaines         | 31e      | 7 octobre 2006   |
| Joker and the Thief | (UK Singles Chart)       | 1 semaine           | 64e      | 26 novembre 2006 |
| Love Train          | (UK Singles Chart)       | 1 semaine           | 62e      | 26 novembre 2006 |